# نورلان
نورلاند أو نورلان (بالنرويجية: Nordland) هي إحدى مقاطعات النرويج تقع في شمال النرويج، تعتبر مدينة بودو المركز الإداري للمقاطعة. تحدّها من الشمال مقاطعة ترومس ومن الجنوب مقاطعة تروندلاغ، في حين تحدها من الشرق السويد، وفي الغرب يتموضع بحر النرويج والمحيط الأطلسي. تحوي مقاطعة نورلاند على المناطق التالية: هيلغلاند وسالتين وجزر لوفوتن وأوفوتن وفيستارولين وبولاشيركن. تأسست هذه المقاطعة في سنة 1919، وفي عام 1920 جرت نقاشات حول تقسيمها إلى قسمين لتحويل هيلغالاند إلى مقاطعة. تكرّر النقاش مرة أخرى في عام 1950 لكن لم يتم تقسيم المقاطعة.

## المناخ
يظهر الجدول التالي التغييرات المناخية على مدار السنة لنورلان:
| البيانات المناخية لـنورلان        | البيانات المناخية لـنورلان | البيانات المناخية لـنورلان | البيانات المناخية لـنورلان | البيانات المناخية لـنورلان | البيانات المناخية لـنورلان | البيانات المناخية لـنورلان | البيانات المناخية لـنورلان | البيانات المناخية لـنورلان | البيانات المناخية لـنورلان | البيانات المناخية لـنورلان | البيانات المناخية لـنورلان | البيانات المناخية لـنورلان | البيانات المناخية لـنورلان |
| الشهر                             | يناير                      | فبراير                     | مارس                       | أبريل                      | مايو                       | يونيو                      | يوليو                      | أغسطس                      | سبتمبر                     | أكتوبر                     | نوفمبر                     | ديسمبر                     | المعدل السنوي              |
| --------------------------------- | -------------------------- | -------------------------- | -------------------------- | -------------------------- | -------------------------- | -------------------------- | -------------------------- | -------------------------- | -------------------------- | -------------------------- | -------------------------- | -------------------------- | -------------------------- |
| متوسط درجة الحرارة الكبرى °م (°ف) | 2 (36)                     | 1 (34)                     | 2 (36)                     | 6 (43)                     | 10 (50)                    | 13 (55)                    | 16 (61)                    | 15 (59)                    | 12 (54)                    | 8 (46)                     | 5 (41)                     | 3 (37)                     | 8 (46)                     |
| متوسط درجة الحرارة الصغرى °م (°ف) | −1 (30)                    | −2 (28)                    | −2 (28)                    | 2 (36)                     | 6 (43)                     | 9 (48)                     | 12 (54)                    | 11 (52)                    | 8 (46)                     | 5 (41)                     | 2 (36)                     | 0 (32)                     | 4 (40)                     |
| المصدر:                           |                            |                            |                            |                            |                            |                            |                            |                            |                            |                            |                            |                            |                            |